# WCT Tournament of Champions 1978
Il WCT Tournament of Champions 1978 è stato un torneo di tennis giocato sul sintetico indoor. Si è giocato a Las Vegas negli USA. È stata la 2ª edizione del singolare. L'evento fa parte del Colgate-Palmolive Grand Prix 1978. Si è giocato dal 20 al 26 marzo 1978.

## Campioni

### Singolare maschile
Björn Borg ha battuto in finale  Vitas Gerulaitis con il punteggio di 6–5, 5–6, 6–4, 6–5